# Szubjektív idealizmus

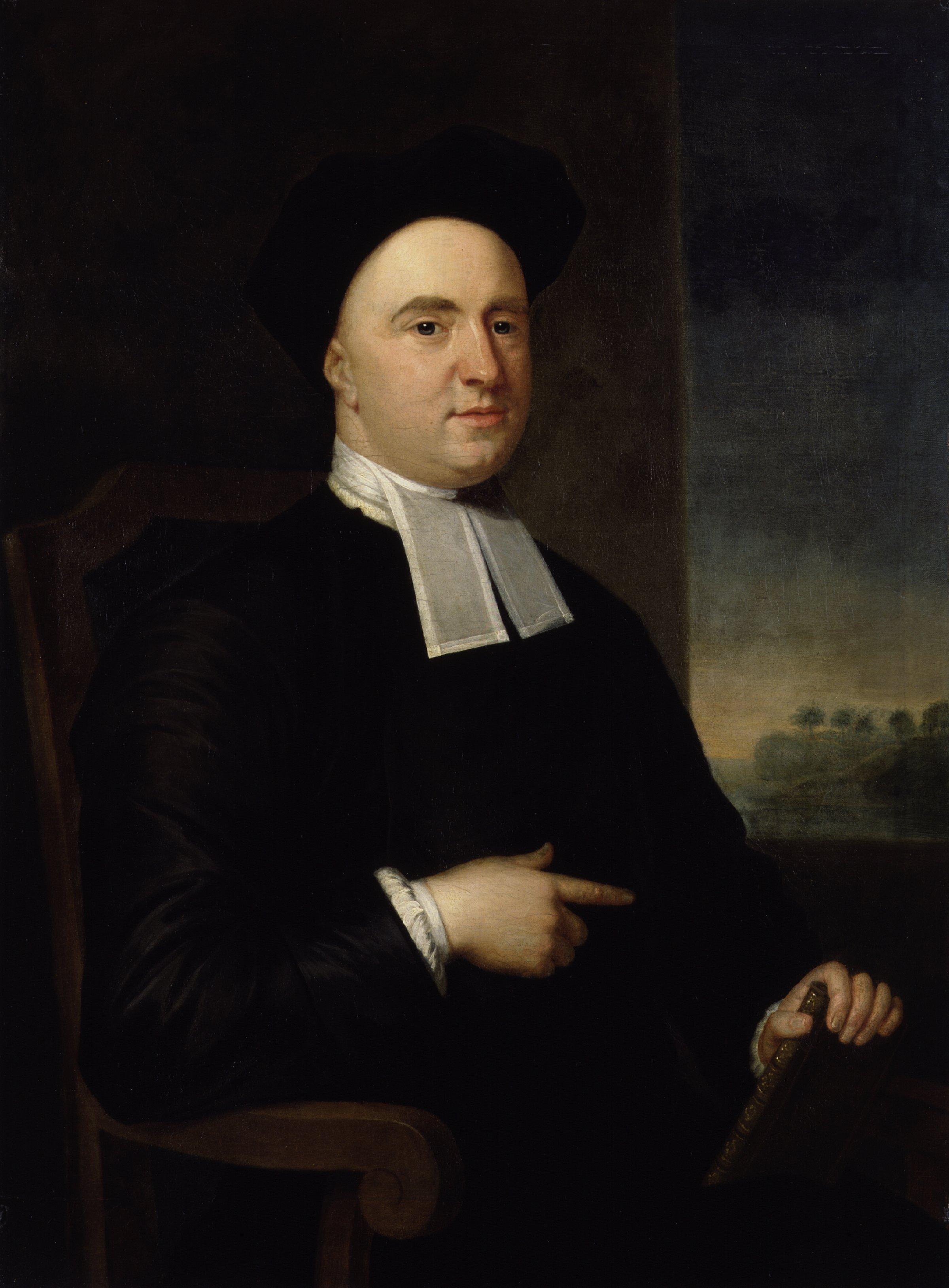
George Berkeley, a szubjektív idealizmus megalkotója

A szubjektív idealizmus az idealizmus egy ága. Az elmélet a világ emberi tapasztalat útján történő megismerése és a tényleges világ (ahol minden létező csak érzékelhető dolgok halmaza az érzékelő számára) közötti kapcsolatot kutatja. A szubjektív idealizmus szerint a fizikai létezők, tulajdonságok, események szellemi létezőkre, tulajdonságokra, eseményekre vezethetők vissza. A valóság az elméből és ennek létezőiből, tulajdonságaiból, eseményeiből áll.
A szubjektív idealizmus monista, mert azt állítja, hogy kizárólagosan az önálló elme létezik, az anyag csak alárendelt tévképzet.
A szubjektív idealizmus egyik legjellegzetesebb irányzata a fenomenológia.

## Története
A szubjektív idealizmus egy jelentős képviselője az ír George Berkeley volt, aki John Locke materializmusára adott választ a szubjektív idealizmus rendszerével a 18. század elején. Hitte, hogy a létezés a tapasztalástól függ, és a létezők mint észlelt dolgok vannak jelen, de ez nem anyagi érzékelésből adódik.